# Vladislav Aleksandrovich Tretiak

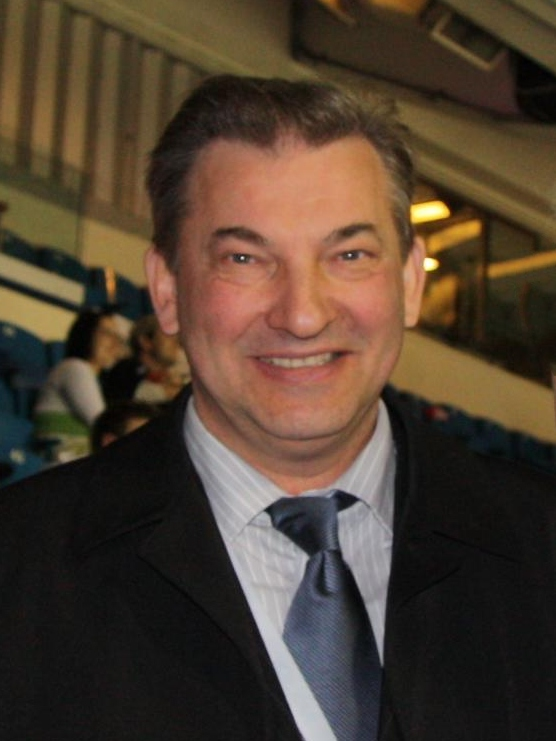
Vladislav Tretiak

Vladislav Aleksandrovich Tretiak, MSM (treet-YAK, tiếng Nga: Владислав Александрович Третьяк; sinh ngày 25 tháng 4 năm 1952) là một cựu thủ môn người Nga của đội tuyển khúc côn cầu trên băng quốc gia Liên Xô. Được coi là một trong những thủ môn vĩ đại nhất trong lịch sử môn thể thao này, Tretiak đã được bầu chọn là một trong sáu cầu thủ của Đội khúc côn cầu trên băng quốc tế (IIHF) All-Star của Liên đoàn Khúc côn cầu Quốc tế trong một cuộc thăm dò do một nhóm 56 chuyên gia từ 16 quốc gia bình chọn. Ông hiện là chủ tịch của Liên đoàn Khúc côn cầu trên băng của Nga và là chủ tịch của đội Olympic mùa đông Nga năm 2010.

## Tuổi thơ
Tretiak lớn lên trong một gia đình Xô Viết, với cha mẹ là người Sumy, Cộng hòa Xã hội Chủ nghĩa Xô viết Ukraina. Cha của Tretiak đã phục vụ 37 năm với tư cách là một phi công quân sự, và mẹ anh là một giáo viên thể dục. Mặc dù ban đầu theo anh trai mình là một vận động viên bơi lội, Tretiak khi còn nhỏ đã rất xuất sắc trong nhiều môn thể thao, và được nhớ đến với tham vọng thông thạo tất cả chúng. Tuy nhiên, giống như nhiều đứa trẻ cùng thế hệ với mình, Tretiak yêu thích môn khúc côn cầu và năm 11 tuổi đã vào học tại Trường Thể thao Thiếu niên và Nhi đồng của Câu lạc bộ Thể thao Trung ương Quân đội (được biết đến với tên viết tắt CSKA). Người huấn luyện đầu tiên của ông là Vitaly Erfilov. Tretiak bắt đầu chơi ở vị trí thủ môn khi nhận thấy rằng không ai khác trong đội có mong muốn hoặc can đảm để chơi vị trí này.

## Sự nghiệp thi đấu quốc tế
Mặc dù Tretiak không chơi trận khúc côn cầu đầu tiên của mình cho đến năm 11 tuổi (1963), ông đã nổi tiếng ở Liên Xô vào năm 1971 (19 tuổi), khi được đưa tên vào Đội tuyển All-Star đầu tiên của Liên đoàn Khúc côn cầu trên băng của Liên Xô, khi đang chơi cho đội bóng hùng mạnh của Hồng quân, CSKA Moscow. Ông cũng chơi tốt trong Thế vận hội mùa đông 1972, trong đó Liên Xô đã giành huy chương vàng.
Tretiak trở nên nổi tiếng quốc tế sau màn trình diễn xuất sắc của anh ấy trong giải Summit Series năm 1972, khi ông gây ngạc nhiên cả thế giới, bao gồm cả đội Canada, khi để thua người Canada với một tỷ số sít sao. Một câu chuyện nổi tiếng đã được kể về việc các tuyển trạch viên Canada đã đánh giá thấp năng lực của anh ta một cách nghiêm túc như thế nào trước loạt trận đấu này; họ đã chứng kiến Tretiak để lọt lưới tám bàn trong một đêm cụ thể, mà không biết rằng anh ấy đã kết hôn vào tối hôm trước (và hầu hết toàn đội đều góp mặt trong đám cưới). Trong toàn bộ đội hình của Liên Xô, các cầu thủ và người hâm mộ Canada đã tôn trọng Tretiak nhất và Tretiak là một trong những cầu thủ nổi tiếng nhất của Series thi đấu này cùng với Phil Esposito, Paul Henderson, Alexandr Iakushev và Valeri Kharlamov. Nhờ màn trình diễn xuất sắc của Tretiak, nhiều đội NHL muốn chiêu mộ anh - Montréal Canadiens cuối cùng đã làm được, vào năm 1983 - và Tretiak đã sẵn lòng thi đấu, nhưng chính phủ Liên Xô không để ông ra đi.